# Pannes (Loiret)
Pannes é uma comuna francesa na região administrativa do Centro, no departamento Loiret. Estende-se por uma área de 20,88 km². Em 2010 a comuna tinha 3 757 habitantes (densidade: 179,9 hab./km²).